# Jacint Anglada
Jacint Anglada (Olot, segle XVIII- ?) fou un organista i mestre de capella de Cardona.
Possiblement formà part de la nissaga dels Anglada, que estarà present en el teixit musical del territori fins a finals del segle xix. El seu nom apareix com un dels set aspirants a formar part de la Capella de Música de Sant Esteve d'Olot, on el document cita els seus particulars:
“se suposa q. tots estan adornats de las qualitats generals de bona vida, forma y costums; pues tots són tinguts per homes de christiana vida y bon exemple, sens oferir-se en est assumpto cosa particular que notar”.
S'hi menciona en els resultats del 4 de novembre de 1739 que Anglada voltava els 30 o 40 anys, i que era aleshores organista de la col·legiata de Cardona. El detall descriptiu que s'hi fa de les aptituds musicals i qualitats humanes dels set aspirants esdevé, doncs, de gran interès atesa l'excepcionalitat i raresa d’aquest tipus de documents confidencials, i es va més enllà, dient-ne:
“que no an estat moltas las diligencias per dit efecte; petque essent lo dit Rt. Anglada fill de esta vila, ningú millor que los Patrícios sabran las prendas poden donar mereixement al dit pretensor.”